# George Giffard

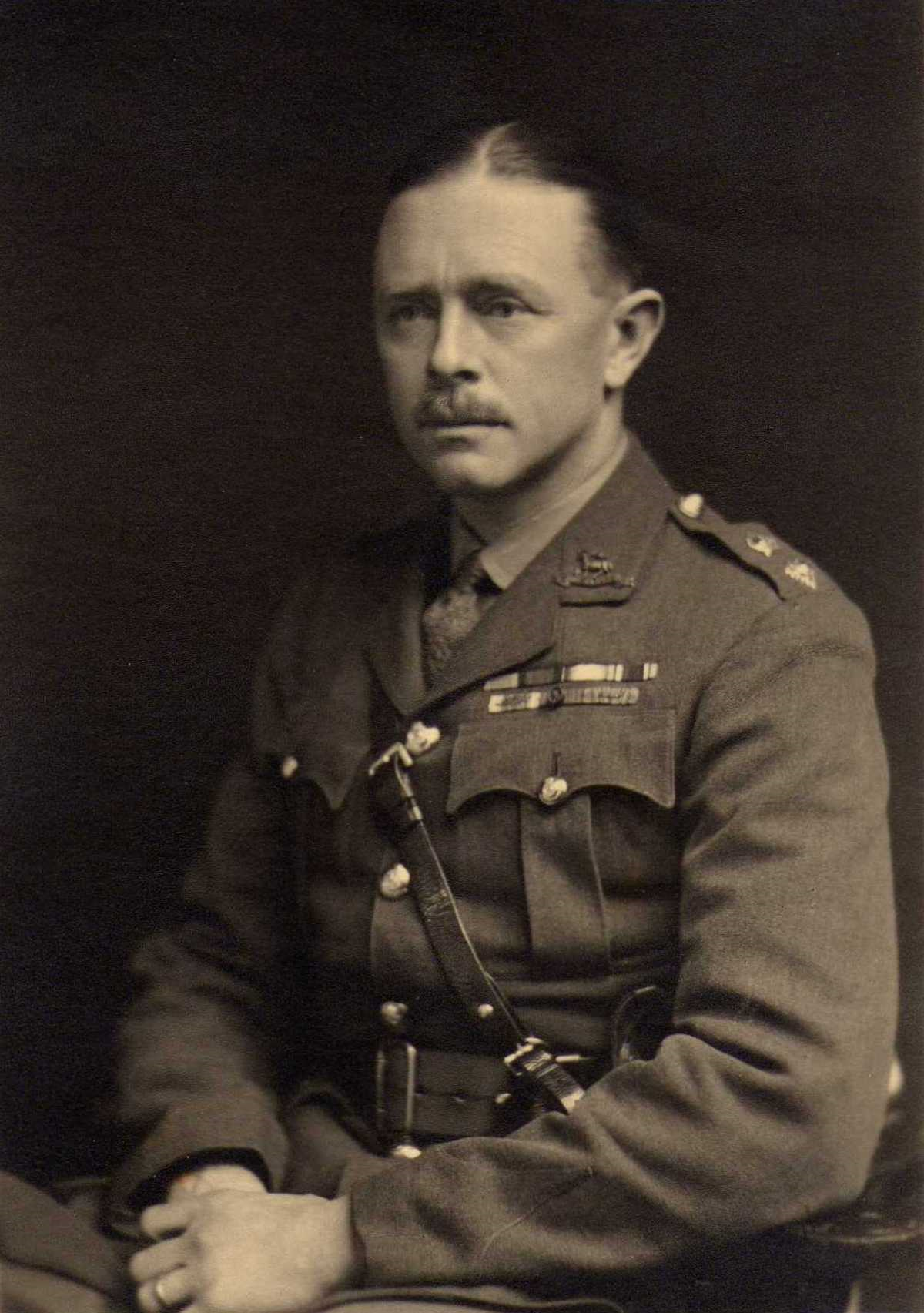
George James Giffard

Sir George James Giffard GCB DSO (27. September 1886 in Englefield Green, Surrey; † 17. November 1964 in Winchester, Hampshire) war ein britischer General, der im Zweiten Weltkrieg eine alliierte Heeresgruppe in Südostasien befehligte.

## Leben
George Giffard besuchte die Rugby School und das Royal Military College Sandhurst und trat am 24. Januar 1906 als Offizier des Queen’s (Royal West Surrey) Regiment in die britische Armee ein. Nach sieben Jahren Dienst im ersten Bataillon wurde er zu den Kings African Rifles nach Westafrika geschickt. Während des Ersten Weltkrieges diente er 1915–18 in der britischen Armee in Deutsch- und Portugiesisch-Ostafrika. Er wurde im Alter von 32 Jahren zum Brigadekommandanten ernannt, wurde am 4. Juni 1917 in Distinguished Service Order aufgenommen und wurde mehrmals in den Kriegsdespechen erwähnt.
Nach dem Krieg besuchte er einen Stabskurs am Royal Naval College in der Heimat, nach dessen Ende er 1920 zur West African Frontier Force zurückkehrte. 1925 wieder im Dienst des Queen’s Royal Regiment und begleitete die Shanghai Expeditionary Force nach China. Nach seiner Rückkehr nach Großbritannien war er 1928 als Ausbilder am Staff College Camberley tätig, 1931 besuchte er das Imperial Defence College. Vom 13. März 1931 bis 22. Juli 1933 kommandierte er das zweite Bataillon des Queen’s Royal Regiment in Aldershot. Im Juli 1936 wurde er (rückwirkend ab Januar 1923) zum Colonel befördert und dann zum Generalstabschef der britischen 2. Division im dortigen North Camp berufen. Während des letzten Jahres seines Dienstes, unterstand die britische 2. Division dem Befehl von Major-General Archibald Wavell, der sehr von seinen Fähigkeiten beeindruckt war.
Im April 1936 zum Major-General befördert, war er von 1937 bis 1939 Generalinspekteur der Royal West African Frontier Force. Er kehrte dann kurz als Beauftragter des Staatssekretärs für den Krieg nach London zurück und wurde dann noch kurzzeitig als Militärbefehlshaber nach Palästina und Jordanien entsandt. Im Juli 1939 wurde er (rückwirkend ab Juli 1938) zum Lieutenant-General befördert. Im Zuge des Kriegsausbruchs wurde Giffard Ende 1940 nach Westafrika zurückgesandt, um das Kommando über die vielfältigen Verteidigungskräfte von Nigeria, Sierra Leone und Gambia zu übernehmen. Im Dezember 1941 wurde er zum General befördert. Bis 1942 hatte seine Ausbildung jene Effizienz erreicht, der es erlaubte, dem War Office seine neu formierte westafrikanische 81. und 82. Divisionen für den Kriegsdienst anzubieten.
General Wavell, inzwischen zum Kommandeur in Britisch-Indien aufgestiegen, holte Giffard nach dem Verlust von Burma nach Indien und gab ihm im Mai 1943 als Nachfolger von Noel Irwin das Kommando über die Ostarmee der Commonwealth-Truppen in Bengalen. Giffard widmete sich nach dem gescheiterten Ersten Arakan-Feldzug der Aufgabe, die Moral der indischen Truppen wiederherzustellen, indem er die medizinische Versorgung und Verpflegung verbesserte und die Personalpolitik überarbeitete. Am Neujahrstag 1944 wurde er als Knight Grand Cross des Order of the Bath in den persönlichen Adelsstand erhoben. Lieutenant-General Slim, der ihn ebenfalls schätzte, beschrieb ihn als Mann mit hoher körperlicher und geistiger Verfassung, der öffentliche Auftritt scheute und ein tiefes Verständnis davon hatte, wie Krieg im Dschungel geführt werden musste. Im Oktober 1944 wurde er Kommandant der alliierten 11. Heeresgruppe in Burma.
Für Lord Mountbatten war seine Kriegsführung starr und einfallslos. Giffard sah sich zwischen den militärischen Ansichten des jungen dynamischen Offiziers und den Absichten des amerikanischen Generals Stillwell, zunehmend isoliert. Lord Mountbatten empfahl, einen neuen Befehlshaber der Landstreitkräfte für SEAC zu ernennen. Es dauerte sechs Monate, bis sich die Amerikaner und Briten darüber einig waren, wer der Offizier sein sollte. In dieser Zeit wurde die 11. Heeresgruppe aufgelöst und ein neuer Oberbefehl für die Alliierten Landstreitkräfte in Südostasien (Allied Land Forces South East Asia) eingerichtet. Laut Mountbatten benahm sich Giffard während dieser schwierigen Zeit „… auf eine absolut höfliche und loyale Weise … wenn er sich früher hätte benehmen können, hätte ich vielleicht nie um seine Ablösung beantragen müssen …“
Im Rahmen der New Year Honours 1944 wurde Giffard als Knight Grand Cross des Order of the Bath ausgezeichnet und kehrte im selben Jahr nach England zurück, fungierte noch als Adjutant für König Georg VI., erhielt aber keine Kommandoposten mehr. Im August 1946 verließ der den Truppendienst und wurde noch zum Präsident des Army Benevolent Fund gewählt. Ehrenhalber war er von 1945 bis 1954 Colonel des Queen’s Royal Regiment und ab 1954 Colonel Commandant der Royal West African Frontier Force und des Northern Rhodesia Regiments. Am 17. November 1964 verstarb er im Royal Hampshire County Hospital in Winchester.